# Байменов, Алихан Мухамедьевич
Алиха́н Муха́медьевич Байме́нов (каз. Әлихан Мұхамедияұлы Байменов; род. 25 марта 1959, пос. Карсакпай, Улытауский район, Карагандинская область) — казахстанский государственный и общественный деятель, председатель управляющего комитета Астанинского хаба государственной службы.

## Биография

### Образование
- 1981 год — Карагандинский политехнический институт, инженер-механик.
- 1988 год — аспирантура в Московском автомобильно-дорожном институте, кандидат технических наук.

### Карьера
- 1981—1992 — Научно-педагогическая работа.
- 1992—1994 — Заместитель главы Жезказганской области. Инициировал создание Фонда образования, науки и культуры. За счет средств Фонда в этот период выпускается первая независимая областная газета «АСУ» (Адам. Сана. Уакыт). Назначаются стипендии молодым ученым.
- 1995—1996 — Заместитель, Первый Заместитель Министра труда Республики Казахстан.
- 1996—1997 — Заместитель руководителя Администрации Президента Республики Казахстан — Заведующий организационно-контрольным отделом Администрации.
- 1997—1998 — Руководитель Канцелярии Премьер-Министра.
- 1998—1999 — Руководитель Администрации Президента Республики Казахстан.
- 1998—2000 — Председатель Агентства Республики Казахстан по делам государственной службы. Стоял у истоков создания первого уполномоченного органа по делам государственной службы в Казахстане. Казахстан стал первым государством среди СНГ, внедрившим систему обязательного конкурсного отбора госслужащих и разделившим государственные должности на административные и политические.
- 1997—2001 — Председатель Комиссии по вопросам гражданства при Президенте Республики Казахстан.
- 2000—2001 — Министр труда и социальной защиты населения Республики Казахстан. Под его руководством впервые среди стран СНГ была разработана Концепция трехуровневой модели социальной защиты и модель внедрения социального страхования. Также была обоснована необходимость страхования ответственности работодателей за причиненный ущерб работникам.

- 2011—2014 — Председатель Агентства Республики Казахстан по делам государственной службы. Руководил проведением второго этапа реформ государственной службы. В результате, число политических государственных служащих сократилось в восемь раз, был создан Корпус «А» (Высшая исполнительная служба) и проведена профессионализация подразделений управления персоналом.

- С сентября 2014 — Председатель Управляющего комитета Астанинского Хаба в сфере государственной службы (ACSH), который включает в себя 39 стран-участниц и служит институциональной платформой для совершенствования государственной службы и обмена знаниями.

### Общественно-политическая деятельность
- 1989—1990 — Создаёт первое в области общественное движение «Улытау», возглавляет Жезказганское областное отделение общественного антиядерного движения «Невада-Семей». Активисты движения «Улытау» занимались вопросами защиты природы и культуры, ликвидацией радиолокационной станции вблизи Жезказгана, сбором и утилизацией отделяющихся частей и фрагментов ракет-носителей с «Байконура».
- 1990—1993 — Депутат Жезказганского областного Совета Народных депутатов.
- 1993—1994 — Глава Жезказганской областной организации «Союз Народного единства Казахстана».
- 1994—1995 — Депутат Верховного Совета Республики Казахстан.1995-2000 — Заместитель Председателя Ассамблеи Народа Казахстана.
- 1997—2001 — Член Комиссии по правам человека при Президенте Республики Казахстан.
- Ноябрь 2001 — Соучредитель и член политсовета общественного объединения «Демократический выбор Казахстана».
- С 2002 — Президент общественного фонда «Зерде».
- Март 2002 — Инициатор, соучредитель и сопредседатель Демократической партии Казахстана «Ак Жол».
- 2002—2012 — Основатель и ведущий интеллектуального дискуссионного клуба «Темирказык».
- 2003 — Председатель Политисполкома партии.
- Сентябрь 2004 — Возглавил партийный список «Ак Жол» на парламентских выборах. По независимым оценкам, в ходе голосования партия «Ак Жол» набрала около 30 % голосов. Однако официально партии было отдано чуть больше 12 %. Протестуя против таких действий властей, он отказался от депутатского мандата.
- Март 2005—2011 — Председатель партии «Ак Жол».
- Сентябрь 2005 — Кандидат в Президенты Республики Казахстан.
- 2006 — Член Государственной комиссии по разработке и конкретизации программы политических реформ.
- 2006—2007 — Депутат Мажилиса Парламента Республики Казахстан.
- 2015 — Сопредседатель попечительского совета ОФ «Казахстанский Фонд Развития Менеджмента».

А. Байменов также является президентом Республиканской федерации Тоғызқұмалақ (с 2005), организатором и президентом Всемирной федерации Тоғызқұмалақ (с 2008).

### Публикации
А. Байменов является автором книг и ряда публикаций по вопросам социальной защиты, государственного управления и государственной службы, менеджмента, политического и партийного строительства:
- «Государственная служба в Республике Казахстан» (2000),
- «Государственная служба. Международный опыт. Казахстанская модель» (2000),
- «Вместе во имя настоящего и будущего Казахстана» (2003, соавтор),
- «Ак жол, Казахстан!» (2003, соавтор),
- «Темірқазық» (2004),
- «Конституционная реформа: назревшая необходимость» (2005),
- «Перемены без потрясений» (2005).
- «Бюрократия и кооперация»[1]A. Farazmand (ed.) Global Encyclopedia of Public Administration, Public Policy, and Governance. Springer International Publishing AG (2018).
- «Public Service Excellence in the 21st Centure», Alikhan Baimenov, Panos Liverakos (2019)
- «Эволюция госуправления в 15 постсоветских странах: разнообразие трансформации», Palgrave Macmillan, (2022, соавтор)

### Награды
- Медаль «20 лет независимости Республики Казахстан» (14 декабря 2011)[2]
- Орден Парасат (14 декабря 2013)[3]
- Премия Управления ООН по сотрудничеству в формате Юг-Юг за вклад в развитие регионального и межрегионального сотрудничества (2016, Нью-Йорк, США)
- Орден «Барыс» III степени (март, 2022)
- Международная награда Американского общества госуправления («ASPA’s 2022 International Public Service Award») за вклад как в практику, так и в науку госуправления (март, 2022, Джексонвилл, США)